# 박태양 (쇼호스트)
박태양(1988년 3월 31일 ~ )은 대한민국의 쇼호스트이다.

## 드라마
- 2006년 EBS1 《추락천사 제니》
- 2012년 KBS2 《빅》 - 길충식의 친구 역

## 방송
- 2006년 KBS2 해피선데이 - 품행제로